# Bentesicime
En la mitología griega, Bentesicime o Bentesicima (en griego Βενθεσικύμη, Benthesikýmē), tan sólo citada en una fuente, era una hija de Poseidón y Anfítrite y madre adoptiva de su medio hermano paterno Eumolpo. El nombre de este personaje significa «ola del fondo del mar», cuya raíz «bentos» (βένθος) se utiliza en biología para denominar el «fondo marino». 
Apolodoro primero nos habla de la familia de Bentesicime, a saber: «Poseidón se unió a Anfítrite, hija de Océano, y nacieron Tritón y Rode, a la que desposó Helio». Más adelante el autor la incluye en el mito de Eumolpo. «Quíone se unió a Poseidón, y cuando dio a luz a Eumolpo a escondidas de su padre Bóreas, para no ser descubierta arrojó al niño al abismo. Pero Poseidón lo recogió y, llevándolo a Etiopía, le encomendó a Bentesicime, hija suya y de Anfítrite, que lo criase. Al hacerse adulto Eumolpo, el marido de Bentesicime lo entregó a una de sus dos hijas; pero él intentó forzar a la hermana de su mujer, y desterrado por ello marchó con su hijo Ísmaro ante Tegirio, rey de Tracia. Éste dio a su hija en matrimonio al hijo de Eumolpo». A pesar de su noble abolengo las fuentes no aclaran quiénes eran el marido de Bentesicime ni sus dos hijas, ni tampoco se especifica si la propia Bentesicime era una de las ninfas marinas.  
Bentesicime pudiera estar relacionada con Daera, una de las oceánides. Una fuente tardía nos dice que de la unión entre Eumolpo y Daera nació Imárado. Imárado es el mismo que Ísmaro, ya referido como hijo de Eumolpo con una hija innominada de Bentesicime.
Según Graves los hijos de Anfítrite constituían una tríada: Tritón, la nueva luna propicia; Rode, la luna llena de la cosecha; y Bentesicime, la luna vieja peligrosa. Bentesicime dio su nombre a una familia de langostinos, los Benthesicymidae.  